# سليم الفرقاني
سليم الفرقاني لقبه الاصلي رقاني مغني وموسيقار المالوف القسنطيني جزائري  ترعرع في أسرة لها جذور فنية أصيلة  و تعلم الفن عن أبيه محمد الطاهر الفرقاني المعروف بأدائه المتميز،بحيث  قام بتأدية العديد من الطبوع منها: الأندلسي، الحوزي، المحجوز، و مدائح الرسول صلى الله عليه و سلم، لم يسبق وأن أداها أحد من قبل، حتى جده الشيخ حمو، وهذا ما أسهم في بروزيه على الساحة الفنية المحلية و العربية و حتى العالمية.
«ناعورة الطبوع» اسم لألبوم يجمع فيه المطرب سليم فرقاني أهم النوبات الأندلسية المتبعة في الطرب الأندلسي الجزائري على طريقة مدرسة المالوف بالشرق الجزائري.